# 割り鹿の子
割り鹿の子（わりかのこ）とは江戸時代後期に広く十代後半から二十代前半の女性に結われた髪型。割唐子、姥子とも言う。

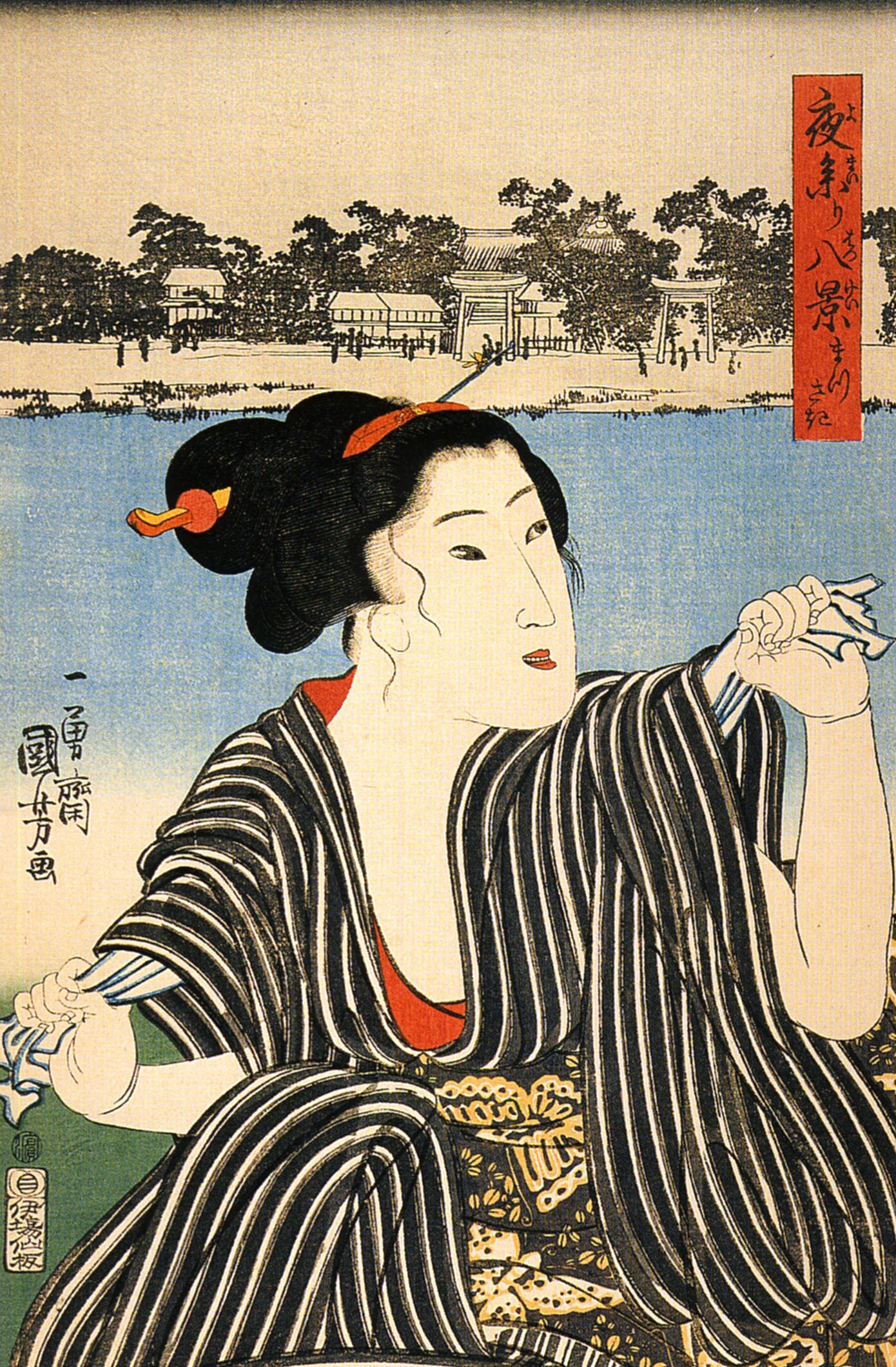
歌川国芳

丸髷を二つに割って布を見せる要領で結うこともあって豪商夫人が結う場合が多かった他、待合茶屋などの飲食店で働く未婚女性が結う場合もある。
銀杏返し（蝶々髷）を逆にしたような結い方をして、笄の下に通して髷にかけた鹿の子が可憐な印象。

## 特徴
一束にした髪の根元に笄を挿してから髪の束の途中を元結でくくって二つに分け、毛束の裏表をひっくり返すようにして笄に掛ける。
それから元結でくくった部分より先の髪をやはり二つに分けて、輪を作った後に根元に交差して巻きつける（稚児髷を後に作る要領）笄の下に通すようにして手絡をかけて完成。